# Liste der Monuments historiques in Illats
Die Liste der Monuments historiques in Illats führt die Monuments historiques in der französischen Gemeinde Illats auf.

## Liste der Bauwerke
| Bezeichnung       | Beschreibung                  | Standort | Kennzeichnung | Schutzstatus | Datum | Bild           |
| ----------------- | ----------------------------- | -------- | ------------- | ------------ | ----- | -------------- |
| Kirche St-Laurent | Erbaut ab dem 12. Jahrhundert | (Lage)   | PA00083572    | Inscrit      | 1986  | weitere Bilder |

## Liste der Objekte
| Bezeichnung                                                        | Beschreibung                           | Standort                        | Kennzeichnung | Schutzstatus | Datum | Bild |
| ------------------------------------------------------------------ | -------------------------------------- | ------------------------------- | ------------- | ------------ | ----- | ---- |
| Kruzifix                                                           | Elfenbein, 15. Jahrhundert             | in der Kirche St-Laurent (Lage) | PM33000546    | Classé       | 1908  |      |
| Ölgemälde Eine Person kniet vor der Erscheinung Christi            | 17. Jahrhundert                        | in der Kirche St-Laurent (Lage) | PM33001514    | Inscrit      | 1981  |      |
| Retabel mit Skulptur und Gemälde Martyrium des heiligen Laurentius | Holz und Gips, 17. bis 19. Jahrhundert | in der Kirche St-Laurent (Lage) | PM33001512    | Inscrit      | 1981  |      |
| Ölgemälde Grablegung Christi                                       | 19. Jahrhundert                        | in der Kirche St-Laurent (Lage) | PM33001513    | Inscrit      | 1981  |      |
| Tabernakel                                                         | Holz, 17. Jahrhundert                  | in der Kirche St-Laurent (Lage) | PM33001317    | Inscrit      | 1978  |      |